# Nederlands Kamerkoor

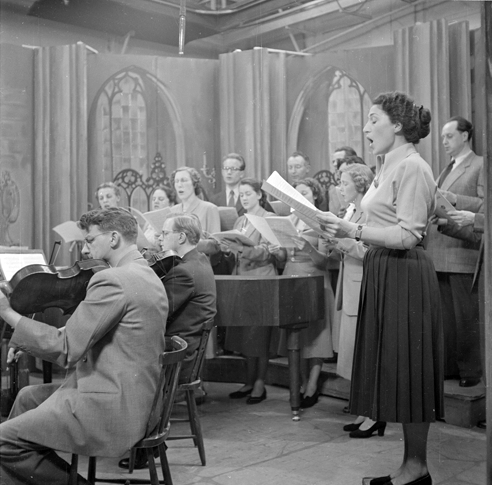
Het Nederlands Kamerkoor in 1952

Het Nederlands Kamerkoor is een professioneel vocaal ensemble, opgericht in 1937, dat muziek vertolkt van de vroege middeleeuwen tot heden. Het behoort in het kamerkoorgenre tot de wereldtop. Het koor zetelde gedurende 78 jaar in Amsterdam. Sinds 2015 is Utrecht de standplaats en staat het koor onder leiding van chef-dirigent Peter Dijkstra.
Het koor telt een vaste kern, met de volgende leden (2025):
- Sopranen: Bobbie Blommesteijn, Mónica Monteiro, Bethany Shepard
- Alten: Dorien Lievers, Melina Meschkat, Eline Welle
- Tenoren: Emilio Aguilar, Stefan Berghammer, William Knight
- Bassen: Kees Jan de Koning, Gilad Nezer, Jasper Schweppe, Jouke Wijmenga

## Geschiedenis
Het koor werd in 1937 opgericht door Felix de Nobel op verzoek van de VARA-radio die graag de Bach-cantates op de radio wilde uitzenden. Aanvankelijk werd het koor Pro Musica genoemd. Bij de eerste openbare uitvoering, in 1939 in Haarlem, werd de naam Nederlandsch Kamerkoor gebruikt.
Felix de Nobel dirigeerde van 1937 tot 1972, toen hij opgevolgd werd door Hans van den Hombergh (1972-1976). Van den Homberg verjongde de formatie en hij vernieuwde het repertoire om aansluiting te vinden bij de opkomende ontwikkelingen rondom de historische uitvoeringspraktijk.
In 1977 werd Kerry Woodward aangesteld als chef-dirigent en artistiek leider. Tot 1980 ging hij verder in de lijn van vernieuwing in het programma.
Tussen 1980 en 1988 had het koor geen vaste dirigent. In deze periode specialiseerde het Nederlands Kamerkoor zich in de uitvoering van zelden uitgevoerde composities en nieuwe muziek. Tussen 1988  - 2005 waren de vaste dirigenten achtereenvolgens Uwe Gronostay, Tõnu Kaljuste en Stephen Layton. Vanaf 1993 werkte Klaas Stok als samensteller en repetitor van het koor. Daarnaast dirigeerde hij als freelance dirigent het koor in concerten en CD-opnames. Van 2011 tot en met 2015 was de Estse dirigent Risto Joost de chef-dirigent, tijdens een complexe periode: het Nederlands Kamerkoor leed onder de bezuinigingen van de overheid op de sector. Sindsdien zijn de leden niet meer in vaste dienst. Sinds 2021 maakt het Nederlands Kamerkoor onderdeel uit van de Basisinfrastructuur van het Ministerie van OCW, en van het Kunstenplan van de Gemeente Utrecht. 

## Dirigenten

### (Chef-)dirigenten
- Felix de Nobel (oprichter 1937-1972)
- Hans van den Hombergh (1972-1976)
- Kerry Woodward (1977-1980)
- Uwe Gronostay (1988-1997)
- Tönu Kaljuste (1998-2000)
- Stephen Layton (2002-2005)
- Risto Joost (2011-2015)
- Peter Dijkstra (2015-heden)

### Gastdirigenten
- Paul Van Nevel (ere-gastdirigent)
- Gustav Leonhardt
- Nikolaus Harnoncourt
- Ton Koopman
- Roger Norrington
- Ed Spanjaard
- Klaas Stok (tevens aan het koor verbonden als koorleider)
- Paul McCreesh
- Kaspars Putniņš
- Hartmut Haenchen
- Grete Pedersen
- en anderen

## Repertoire
Het Nederlands Kamerkoor voert koormuziek uit van de vroege middeleeuwen tot hedendaagse muziek. Het Weihnachtsoratorium van J.S. Bach wordt jaarlijks uitgevoerd in december, telkens met een ander barokorkest. Ook verzorgt het koor samen met het Residentie Orkest sinds 2018 jaarlijks op Witte Donderdag en Goede Vrijdag de uitvoering van de Matthäus-Passion van J.S. Bach in de Pieterskerk in Leiden. Hiermee vervangt het koor het Bachkoor Holland dat deze uitvoering voorheen verzorgde met het Concertgebouw Kamerorkest, maar in 2018 naar de Nieuwe Kerk in Delft verhuisde. Ook verzorgt het koor de jaarlijkse Palmzondag-uitvoering van het Koninklijk Concertgebouworkest, waarbij niet alleen de Matthäus-Passion (J.S. Bach), maar ook de Johannes-Passion (J.S. Bach) en andere moderne passiemuziek afwisselend worden uitgevoerd. Deze uitvoering vindt jaarlijks op Palmzondag plaats in het Concertgebouw in Amsterdam en wordt rechtstreeks op NPO Klassiek uitgezonden. Het koor is met name sinds het aantreden van artistiek directeur Tido Visser een innovatievere koers gaan varen. Zo ging het koor de afgelopen jaren regelmatig samenwerkingen aan met artiesten uit andere disciplines, zoals met performancekunstenaar singer-songwriter Spinvis, het theatergezelschap De Warme Winkel, dansgezelschap Huang Yi Studio+ en acteurs Hadewych Minis en Arjan Ederveen, Marina Abramovic. En ontwikkelde het grote conceptuele projecten, zoals "150 Psalms", in de Verenigde Staten ook bekend onder de titel "The Psalms Experience", waarin alle 150 psalmen uit het Oude Testament klinken door 150 verschillende componisten. Dit project, dat werd uitgevoerd in samenwerking met The Tallis Scholars, Det Norske Solistkor, Trinity Wall Street Choir en de Song Company, reflecteerde op de psalmen als spiegel voor de samenleving van nu. Er vonden uitvoeringen van dit monsterproject plaats in Festival Oude Muziek Utrecht (2017), Lincoln Center New Tork (2018), Klarafestival Brussel (2018) en Adelaide Arts Festival, Australië (2020). 
Er zijn jaarlijks concertseries in Utrecht (TivoliVredenburg), Amsterdam (Muziekgebouw aan ’t IJ), Groningen (De Oosterpoort), Den Haag (de Nieuwe Kerk), Enschede (Wilminktheater) en Arnhem (Musis Sacrum).

## Samenwerking
Het koor werkt samen met gezelschappen als het Koninklijk Concertgebouworkest, Asko❘Schönberg, Amsterdam Sinfonietta, B'Rock Orchestra en Concerto Köln.

## Educatie
Het Nederlands Kamerkoor ondersteunt Nederlandse koren met coaching en workshops en nodigt koren uit als voorprogramma van haar eigen concerten. Dit educatieprogramma is gestart in 2015 onder de naam 'Zingen doe je samen!'

## In de pers
Recensies met betrekking tot optredens verschenen in kranten en platforms, zoals de New York Times, Planet Hugill, Das Orchester en diverse Nederlandse dagbladen.

## Discografie
Het koor heeft zo’n vijfenzeventig cd’s uitgebracht, waarvan verschillende zijn bekroond, een selectie:
- Liszt - Via Crucis; dirigent en pianist: Reinbert de Leeuw, opname 4/1984; release: Philips 1986
- Monteverdi - Vespri di. S. Giovanni Battista, dirigent: Gustav Leonhardt, mmv Chorus Viennensis, opname 12/1987 & 3/1988; release: Philips 1988
- The Choral Works of Sweelinck 1, dirigenten: William Christie, Ton Koopman & Peter Phillips, opnamen 1/1989, 7/1989 & 1/1990, release: BFO-Radio Nederland-NKK z.j.
- The Choral Works of Sweelinck 2, dirigenten: Jan Boeke, Philippe Herreweghe & Peter Phillips, opnamen 2/1988, 3/1988, & 10/1988, release: BFO-Radio Nederland-NKK z.j.
- The Choral Works of Sweelinck 3, dirigent: Paul van Nevel, opname 12/1986, & 3/1987, release: BFO-Radio Nederland-NKK z.j.
- Mazzochi - Sacrae Concertationes, dirigent: René Jacobs, opname: 10/1990; release: Harmonia Mundi France 1991
- Johann Sebastian Bach, Motets BWV 225-230, dirigent: Ton Koopman, opname 11/1986 & 3/1987; release: Philips 1992
- Franz Schubert; dirigent en bas: Robert Holl, opname 6/1988, release: Sony Music 1992
- Ernst Krenek - Lamentatio Jeremiae Prophetae, dirigent: Uwe Gronostay, opname 3/1992; release: Globe 1992
- Komt vrienden in het ronden, 25 Nederlandse volksliedjes bewerkt door Jetse Bremer, dirigent: Uwe Gronostay opname ...; release Erasmus 1992
- Felix Mendelssohn-Bartholdy - The Part-Songs for mixed chorus a cappella, dirigent: Uwe Gronostay, opname 12/1989; release Globe 1992
- Ou lit de pleurs "In een bed van tranen" ofwel de cultus van de vrouwenverering in Middeleeuwen en Renaissance, concertopname; dirigent: Paul van Nevel, opname 3/1991; release Erasmus 1994
- Zoltán Kodály - Laudes Organi & Missa Brevis, dirigent: Uwe Gronostay, mmv Edgar Krapp, orgel, opname 10/1993; release: Globe 1994
- Paul Hindemith - Choral Works, dirigent: Uwe Gronostay, release: Globe 1994
- Janáček - Choral Works, dirigent: Reinbert de Leeuw, mmv Schönberg Ensemble, opname 9/1993; release: Philips 1995
- Hugo Distler - Totentanz, Op. 12 no. 2 & Choral-Passion, Op. 7, dirigent: Uwe Gronostay, opname 9/119; release Globe 1998
- Francis Poulenc - Sacred Choral Music, dirigent: Eric Ericson, opname 2/1998, release: Globe 1998
- Andrea Gabrieli - Psalmi Davidici qui poenitentiales nuncupantur, dirigen: Pau van Nevel, mmv van instrumentalisten van Huelgas Ensemble, opname: 5/2000; release Globe 2001
- French Choral Music (Debussy-Ravel-Jolivet-Françaix-Messiaen-Florentz), dirigent: Ed Spanjaard, opname 9/2000, release: Globe 2002
- Krzystof Penderecki - Miserere, dirigent: Tõnu Kaljuste, opname 3/2001, release: Globe 2004
- Bohuslav Martinů - Choral Music. dirigent: Stephen Layton, opname 9/2003, release: Globe 2006
- Bach - Motets BWV 225-230, dirigent: Peter Dijkstra, opname 6/2007, release: Channel Classics 2008
- Allessandro Scarlatti - Vespro della Beata Vergine à Cinq voix et basse continue, dirigent: Harry van der Kamp mmv Roberto Fernández de Larrinoa, viool & Menno van Delft, orgel, opname 6/2007; release: Atmaclassique 2010
- Luciano Berio - Laborintus II, with parts for narrator, three female voices, eight actors seventeen musicians and tape, dirigent: Georges-Elie Octors, narrator: Mike Patton, orchestra: Ictus Ensemble, voices: Annet Lans, Margriet Stok, Karin van der Poel, opname: 6/2010, release: Ipecac 2012
- Arvo Pärt - Wallfahrtslied, Orient & Occident, Nunc dimitis, Frates & Te Deum, dirgent: Risto Joost mmv Nederlands Kamerorkest, Gordan Nikolić, viool, opname 3/2012; release: Globe 2012
- Bram Stadhouders - Henosis, dirigent: Klaas Stok, mmv Bram Stadhouders Trio, opname: Live, 6 juli 2012, the North Sea Jazz Festival, behalve tracks 1 en 6, op 3 juli in Lantaren Venster Rotterdam , release: 2013
- Antony Pitts - Missa Unitatis (+Clemens non Papa, Verdi, Poulenc, Ēriks Ešenvalds, Nico Muhly), dirigent: Stephen Layton, mmv Capella Pratensis en het Nationaal Vrouwen Jeugdkoor, opnamen: 5/2016, 4/2016, 6/2015 & 2/2011; release: Challenge Records 2016
- Messiaen, Martin, De Leeuw en Villette, dirigent: Peter Dijkstra, opname 4/2016, release: Alpha Classics 2017
- Lera Auerbach - 72 Angels, dirigent: Peter Dijkstra mmv Raschèr Saxophone Quartet, opname 2017; release Alpha Classics 2019
- Van Gogh in Me, dirigent: Peter Dijkstra, opname 2022; release Alpha Classics 2023

## Opdrachtcomposities
De volgende composities zijn geschreven voor of gewijd aan het Nederlands Kamerkoor:
- Piet Ketting - Deuntien/Deuntjen (1940)
- Hendrik Andriessen – Due Madrigali (1940)
- Rudolf Mengelberg – Antiphona de morte (1943)
- Jacques Beers – Psalmus 53 (1943)
- Henk Badings – Trois chansons Bretonnes (1946)
- Henk Badings – Maria (1947)
- Henri Zagwijn – Carillonage (1948)
- Henri Zagwijn – Deux Chansons populaires de France (1949)
- Lex van Delden – Partita piccola (1950)
- Alexander Voormolen – Wandrers Nachtlied (1950)
- Frank Martin – Songs of Ariel (1950)
- Anthony Hopkins – Five Studies (1951)
- Francis Poulenc – O magnum mysterium (1952)
- Marius Flothuis – Sonnet, opus 36 nr.5 (1952)
- Rudolf Escher – Le vrai visage de la paix (1953)
- Henri Zagwijn – Triptiek (1953)
- Jan Mul – Morinde, het ezeltje en de kaalhoofdige ruiter (1953)
- Juan Maria Thomas – Villancico Bolero (1953)
- Herman Strategier – Cantica pro tempore natali (1953)
- Anthon van der Horst – Choros II, deel 1, La nuit (1953-54)
- Jacques Reuland – Deux “Psaumes” (1956)
- Hendrik Andriessen – Drie koren op Italiaanse tekst (1958)
- Joep Straesser - Intervals II, Music on war and peace (1979)
- Bob Zimmerman - Twee stukken voor kamerkoor (1982)
- Ernst Oosterveld – Omgekeerd evenredig (1982)
- Huub Kerstens –Theater (1983)
- Jacques Reuland – A portrait of love (1989)
- Louis Andriessen – Flora Tristan (1990)
- Robert Heppener – Bruchstücke eines alten Textes (1990)
- Alexander Goehr – Psalm 39: I said, I will take heed (1993)
- Sofia Gubaidulina – Jetzt immer Schnee (1993)
- Ton de Leeuw – Elégie pour les villes détruites (1994)
- Ward Swingle – A Nash Trilogy (1994)
- Hanne Ørvad – Vega (1996)

- Ton de Kruyf - Il diluvio (1999)
- Gerard Beljon - De tuin sneeuwt langzaam vol (2000)
- Gerard Beljon – Nachtzien (2000)
- Jan Rokus van Roosendael – The Beatitudes (2000)
- Keyla Orozco - Frutas del Caney (2000)
- Willem Boogman - La passione della Parola (2000)
- Willem Boogman - Vijf Vasalis-liederen (2000)
- Astor Piazzolla, bew. Zimmerman - Adiós Nonino (2001 arr)
- Antonio Chagas Rosa - Quatrains du secret estude (2002)
- Guo Wenjing - De zesde Dalai Lama (2002)
- Bob Zimmerman - Christmas Suite (2003)
- Jacques Bank - Uiteindelijke dingen (2003)
- James MacMillan - Laudi alla Vergine Maria (2004)
- John Tavener - Stella matutina (2004)
- Edith Canat de Chizy – Dios (2005)
- Giya Kancheli - Amao omi (2005)
- Mauricio Kagel - Les Inventions d’Adolphe Sax (2005)
- Aubert Lemeland - Paysages lointains (007)
- Ton de Kruyf - Il diluvio (1999)* Matthias Kadar - Poèmes de Paul Celan

(2007)
- Peter-Jan Wagemans - Drie Mallarmé liederen (2007)
- Elmer Schönberger - A questo punto (2008)
- Isidora Zebeljan - Latum Lalo (2008)
- Patrick Burgan - Het zielebladje (2008)
- Santa Ratniece - Horo Horo Hata Hata (2008)
- Rokus de Groot - Bee bade mast! – drunk without wine! (2008/2009)
- Helena Tulve - I Am A River (2009)
- Kambiz Roshanravan - Asrar-e-azal (2009)
- Calliope Tsoupaki - La Noche (2009-2010)
- Micha Hamel – Stemgedrag (2009)
- Joost Kleppe – Passávamos (2009/10)
- Hanna Kulenty – Decimo Forte (2010)
- Micha Hamel – Bomen (2010)
- Gabriel Jackson – To the Field of Stars (2011)
- Harrison Birtwistle – The Moth Requiem (2012)

In 2014 en 2015 gingen opdrachten uit naar of werden wereldpremières uitgevoerd van Lera Auerbach, Michel van der Aa, Martin Smolka, Nico Muhly, en Sir George Benjamin. In de periode 2016-2025 naar o.a. Caroline Shaw, Mohammed Fairouz, Alex Ho, Sun Keiting, David Lang, Zad Moultaka, Rob Zuidam, Pärt Uusberg, Eveline Seppar, Yannis Kyriakides, Antony Pitts, Lera Auerbach, Matijs de Roo, Bec Plexus, Jan-Peter de Graaff, Marijn Simons, Jacob ter Veldhuis, Maxim Shalygin, Huang Ruo, David Fennessy, Lera Auerbach, Shiva Feshareki, Renske Vrolijk, Mathilde Wantenaar, Joey Roukens en William Knight.